# 鉴湖
鉴湖原名镜湖，相传黄帝铸镜于此而得名，又称长湖、镜湖、庆湖，位于中国浙江省绍兴市西南1.5公里，古为大型农田水利工程之一，现为浙江名湖之一。
东汉顺帝永和五年（140年），会稽太守马臻将山阴和会稽两地来水汇集成湖，是为古鉴湖，总面积约200平方公里，有“鉴湖八百里”之称。唐朝中叶之后，古鉴湖逐渐湮废；北宋中叶后大兴围垦，至南宋初已大部分成为耕地。今惟城西南尚有一段较宽的河道称为鉴湖，此外残留几个小湖。 
鉴湖面积约30.44平方公里，其主体部分狭长，东起亭山，西至湖塘，尽纳南山三十六源之水潴而成湖，长22.5公里，东西狭长形，形如一条宽窄相间的河道，镶嵌在宁绍平原之上。鉴湖一带是典型的江南水乡风光。
王羲之有诗：“山阴道上行，如在镜中游”，描述了湖上桥堤相连，渔舟时现，青山隐隐，绿水迢迢这种景象。鉴湖水质极佳，驰名中外的绍兴黄酒就用鉴湖水酿制。湖滨有马臻墓、陆游故里、三山、快阁遗址等古迹。

## 国家湿地公园
2017年，国家林业局印发《关于同意开展国家湿地公园试点工作》的通知，批准绍兴鉴湖湿地公园为国家公园试点，鉴湖湿地公园也成为了绍兴市第二处国家级湿地公园。筹建中的鉴湖国家湿地公园位于越城区的皋埠、陶堰街道，主要由古鉴湖遗迹的洋胡泊、百家湖和白塔洋“三湖”及浙东古运河组成。2019年12月，鉴湖由试点转为正式的国家湿地公园。

## 延伸阅读
[在维基数据编辑]
 《欽定古今圖書集成·方輿彙編·山川典·鏡湖部》，出自陈梦雷《古今圖書集成》